# Biljke mesožderke
Biljke mesožderke ili karnivorne biljke su biljke opremljene organima za hvatanje i probavu malenih životinja, mesožderne biljke; ako je ulov kukac, što je najčešće, nazivaju se i insektivorne biljke, tj. kukcožderke. Ove biljke ne mogu proizvesti tvari neophodne za život procesom fotosinteze. Kako uobičajeno rastu na područjima posebno siromašnima nitratima, taj problem rješavaju iskorištavajući nitrate iz životinjskih bjelančevina. U tu svrhu uslijedila je modifikacija listova kojima na aktivan ili pasivan način love svoj plijen. Neke od ovih biljaka žive kao epifiti – rastu i žive na drugim biljkama ili životinjama ali ne kao paraziti već sami proizvode svoju hranu, te su prisiljene nedostatak minerala i dušika nadoknaditi hvatanjem i rastvaranjem insekta i drugih sitnih životinja, koje upotrebljavaju kao izvor tvari i energije.  
Da bi pojedine biljne vrste bile svrstane u skupinu karnivornih biljaka moraju zadovoljiti sljedeće kriterije: 
- 1. Moraju moći privući plijen (npr. mirisom, bojom, nektarom)
- 2. Moraju razviti posebne prilagodbe za hvatanje životinja (npr. zamka u obliku vrča s glatkim i skliskim stijenkama, zamka u obliku školjke koja se može zatvoriti, zamka u obliku ljepljive trake)
- 3. Moraju posjedovati posebne prilagodbe kako bi razgradili uhvaćene životinje (npr. probavne enzime, simbiotske gljive, bakterije)

Ono po čemu su jedinstvene su njihovi mehanizmi koji im omogućuju da privuku insekta, uhvate ga, ubiju, razlože i apsorbiraju kao proteinsku hranu. Atraktivna boja cvijeta privuče insekta koji se nađe uhvaćen u klopci. Njihova životna staništa su tresetišta, močvare i karbonatne stijene. Obilne kiše i malo hranjivih sastojaka su razlog zašto su ove biljke prilagođene na prehranu insektima. Proteini dobiveni ovim putem osiguravaju životni ciklus mesožderki.
Najčešća su dva tipa klopki: 
1. Aktivna klopka, koja se pomjera da bi uhvatila plijen, one su kudikamo zanimljivije jer su njihovi listovi tako preobraženi da aktivnim pokretanjem uhvate i onesposobe plijen koji zatim razgrade uz pomoć probavnih sokova.
2. Pasivna klopka se ne pomiče već mami insekta u biljku gdje zatim biva uhvaćen, obično imaju dio lista oblikovan u strukturu nalik na vrč ili lijevak u kojem se nalaze probavni sokovi. Životinja jednostavno upadne u takvu strukturu, utopi se i biva probavljena.

Biljke mesožderke imaju životni ciklus kao i ostale biljke cvjetnice. Mogu se razmnožavati seksualnim ili aseksualnim(bespolnim) putem. Neke vrste se razmnožavaju vegetativnim putem - formirajući pupoljke koji rastu i postaju identični roditelju.
Osnovni procesi životnog ciklusa su: 
- 1) Klijanje sjemena
- 2) Sazrijevanje biljke, najčešće tijekom jedne godine, ali za neke je to višegodišnji proces
- 3) Cvjetanje biljke
- 4) Oprašivanje biljke obavljaju najčešće insekti, rjeđe vjetar. Nastaje sjeme, pada na zemlju i proces se ponavlja.

Karnivorne biljke su vrlo specijalizirane i nemaju puno predstavnika u biljnom svijetu. Svega nekoliko porodica ima karnivorne predstavnike, a to su od poznatijih porodice Sarraceniaceae, Nepenthaceae, Droseraceae i Lentibulariaceae. U flori Hrvatske možemo naći 8 karnivornih biljaka svrstanih u četiri roda: 
1. Rod: Aldrovanda L. - vodene stupice, Aldrovanda vesiculosa L. - mjehurasta vodena stupica (vodena biljka živi u močvarama)
2. Rod Drosera L. - rosike (na tresetištima), Drosera anglica Huds, Drosera intermedia Hayne, Drosera rotundifolia L.
3. Rod Pinguicula L. - tustice (močvarna mjesta i tresetišta), Pinguicula vulgaris L. -  tustica kukcolovka)
4. Rod Utricularia L. - mješinke (vodene biljke stajaćih voda), Utricularia minor L., Utricularia vulgaris L., Utricularia neglecta L.

## Poveznice
- Venerina muholovka